# Quartinia persephona
Quartinia persephona är en stekelart som beskrevs av Richards 1962. Quartinia persephona ingår i släktet Quartinia och familjen Masaridae. Inga underarter finns listade i Catalogue of Life.